# 17 cm K.Mrs.Laf
17 cm K.Mrs.Laf (сокр. нем. 17-cm Kanone 18 in Mörserlafette — 17-см пушка на мортирном лафете) — немецкая 170-мм тяжёлая полевая пушка большой мощности времён Второй мировой войны. Состояла на вооружении вермахта с 1941 года, использовалась в артиллерии корпусного подчинения и выше. Предназначалась для использования при прорыве укреплённых полос обороны, для контрбатарейной борьбы и в качестве берегового орудия. Обладала превосходной баллистикой, но была очень дорога в производстве и тяжела.
Первые четыре орудия были поставлены в армию в январе 1941 года, по состоянию на 1 марта 1945 года на вооружении немецких войск находилось 88 таких орудий и 50,4 тыс. выстрелов к ним. Стоимость одного орудия составляла 124 тыс. рейхсмарок.

## Устройство
Лафет орудия был идентичен лафету 21 cm Mrs.18; основным отличием был 172,5 мм ствол длиной 50 калибров. Ствол состоял из свободной трубы и кожуха, дульного тормоза не имел.
Возка орудия осуществлялась раздельно на 2 повозках — ствольной и лафетной, буксируемых 12-тонными полугусеничными тягачами Sd.Kfz. 8, для перевода из боевого в походное положение и наоборот требовалось до 30 минут.

## Боеприпасы
- 17 cm K.Gr.38 (Hb) — осколочно-фугасная граната обр. 1938 г. с колпачком. Масса 62,8 кг, длина 788 мм. Масса взрывчатого вещества 6,1 кг.
- 17 cm K.Gr.39 — осколочно-фугасная граната обр. 1939 г. Масса 68 кг, длина 815 мм.
- 17 cm Pz.Gr.43 — бронебойная граната обр. 1943 г. Масса 71 кг.
- 17 cm Be.Gr.43 — бетонобойная граната обр. 1943 г.
- 17 cm Br.Gr.43 — зажигательная граната обр. 1943 г.

Заряжание раздельно-гильзовое, переменное (заряды дигликолевого пороха массой 15,4; 20; 29,5 и 30,25 кг).
Живучесть ствола составляла примерно 1500 выстрелов.
| Снаряд           | Взрыватель                  | Масса   | Максимальная дальность стрельбы | Комменатарий |
| ---------------- | --------------------------- | ------- | ------------------------------- | --- |
| 17 cm K.Gr.39    | AZ.35K или Dopp.Z.S/90K     | 68 кг   | 28 км                           | Основной осколочно-фугасный снаряд (граната). Длина 815 мм. Взрывчатое вещество — тротил прессованный в картонном футляре |
| 17 cm K.Gr.38 Hb | Hbgr.Z35.K или Dopp.Z.S/90K | 62.8 кг | 29.6 км                         | Осколочно-фугасный снаряд (граната) меньшей массы, с баллистическим колпачком. Длина 788 мм. Масса взрывчатого вещества 6,1 кг. Взрывчатое вещество — тротил прессованный в картонном футляре                                                         |
| 17 cm Pz.gr.43   | Bd.Z. f. 17 cm Pzgr.43      | 71 кг   |                                 | Бронебойный снаряд (граната) образца 1943 года. Начальная скорость 830 м/с, бронебойность — 355 мм брони на дистанции 1000 м при угле встречи 30°. Взрывчатое вещество — нитрогуанидин прессованный и гексоген флегматизированный в бумажном футляре. |
| 17 cm Be.Gr.43   |                             |         |                                 | Бетонобойный снаряд (граната) образца 1943 года. |
| 17 cm Br.Gr.43   |                             |         |                                 | Зажигательный снаряд (граната) образца 1943 года. |

## Производство
Выпуск орудий и снарядов к ним в течение Второй мировой войны
| Выпуск, год                   | 1941 | 1942 | 1943  | 1944 | 1945 | Итого |
| ----------------------------- | ---- | ---- | ----- | ---- | ---- | ----- |
| Выпущено орудий, штук         | 91   | 126  | 78    | 40   | 3    | 338   |
| Выпущено снарядов, тысяч штук | 22,1 | 73,8 | 212,4 | 238  | 26,7 | 573   |

|      | 1  | 2  | 3  | 4  | 5  | 6  | 7 | 8  | 9  | 10 | 11 | 12 | Всего |
| ---- | -- | -- | -- | -- | -- | -- | - | -- | -- | -- | -- | -- | ----- |
| 1941 | 4  | 4  | 4  | 4  | 3  | 5  |   | 8  | 14 | 14 | 12 | 19 | 91    |
| 1942 | 14 | 14 | 15 | 11 | 11 | 6  | 5 | 12 | 10 | 13 | 7  | 8  | 126   |
| 1943 | 7  | 9  | 6  | 10 | 8  | 13 | 6 | 3  | 4  | 6  | 3  | 3  | 78    |